# Spalné teplo
Spalné teplo je množství tepla, které se uvolní při izobarickém spálení 1 molu sloučeniny v plynném kyslíku na konečné oxidační produkty s maximálním dosažitelným oxidačním číslem. Předpokládá se, že voda, uvolněná spalováním, zkondenzuje a energii chemické reakce není třeba redukovat o její skupenské teplo. Tím se spalné teplo liší od výhřevnosti, kde se předpokládá na konci reakce voda v plynném skupenství. Proto je hodnota spalného tepla vždy větší nebo rovna hodnotě výhřevnosti. Rovnost nastává, když spalováním nevzniká voda.
Spalné teplo se obvykle značí H. Jednotky závisí na volbě jednotkových množství látky a energie. Obvykle je to v J/kg, ale používají se i jednotky J/mol nebo J/m³.

## Příklady spalného tepla některých paliv
| Palivo         | Spalné teplo [kJ/kg] | Spalné teplo [kJ/m³] (20 °C) |
| -------------- | -------------------- | ---------------------------- |
| Vodík          | 141 900              | 12 760 (g)                   |
| Methan         | 55 530               | 37 520 (g)                   |
| Ethan          | 51 900               | 62 900 (g)                   |
| Propan         | 50 350               | 96 170 (g)                   |
| Butan          | 49 510               | 124 240 (g)                  |
| Palivo         | Spalné teplo [kJ/kg] | Spalné teplo [kJ/l] (20 °C)  |
| Benzín         | 47 300               | 33 580 (l)                   |
| Motorová nafta | 44 800               | 38 100 (l)                   |
| Methanol       | 22 884               | 18 120 (l)                   |
| Ethanol        | 29 847               | 23 550 (l)                   |
| Propanol       | 33 600               | 26 700 (l)                   |
| Butanol        | 37 334               | 30 230 (l)                   |

## Spalné teplo zemního plynu z různých zdrojů
Hodnoty spalného tepla zemního plynu byly převzaty z publikace International Energy Agency:
V použitém zdroji nejsou specifikovány podmínky za nichž byl měřen objem testovaného plynu. Vzhledem k tomu, že se jedná o zdroj z USA, lze se pouze domnívat, že byly použity obvyklé podmínky plynárenského průmyslu USA, tj. 60 °F a 14.73 psia. To v jednotkách SI odpovídá 15,55 °C a 101,325 kPa. V ČR používaný zemní plyn je přepočítáván hodnotou 10,5 kWh/m³, tj. 37,8 MJ/m³ měřeno při 15 °C a 101,325 kPa.
Na hodnotu spalného tepla zemního plynu má velký vliv jeho složení. Alžírský plyn má v porovnání s ruským vyšší spalné teplo na jednotku objemu právě díky vyšším obsahům dalších uhlovodíků (ethan, propan, butan - v úhrnu až 12 %). Nizozemský plyn má naopak spalné teplo nižší, protože obsahuje větší množství inertních látek (dusík, oxid uhličitý).
| Země původu        | Spalné teplo [kJ/m³] |
| ------------------ | -------------------- |
| Alžírsko           | 42 000               |
| Bangladéš          | 36 000               |
| Kanada             | 38 200               |
| Indonésie          | 40 600               |
| Nizozemí           | 33 320               |
| Norsko             | 39 877               |
| Rusko              | 38 231               |
| Saúdská Arábie     | 38 000               |
| Spojené království | 39 710               |
| USA                | 38 416               |
| Uzbekistán         | 37 889               |